# خوک‌آهو
خوک‌آهو (نام علمی: Babyrousa) نام یک سرده از تیره گرازان است.